# Paulette Libermann
Paulette Libermann (París, 14 de noviembre de 1919 – Montrouge, 10 de julio de 2007) fue una matemática francesa, especializada en geometría diferencial.

## Biografía
Comenzó sus estudios en 1938 en la Escuela Normal Superior para Chicas, conocida como "École normale supérieure de jeunes filles", una universidad en Sèvres para la formación de mujeres. Escuela sita en la localidad de Sèvres dedicada a la preparación de sus alumnas para la oposición de agregaduría (femenina), lo que les permitía trabajar como profesoras en institutos de mujeres.
Libermann procedía de una familia judía de origen ruso-ucraniana y, debido a las leyes antijudías de la época debidas a la ocupación alemana, se le prohibió pasar su agregaduría. Así, uno de sus formadores, Élie Cartan, le propone un tema de investigación, accediendo así a este ámbito de desarrollo de su profesión.
Sin embargo, por aquel entonces la situación política contra las personas de origen judío se recrudece, lo que hace que ella y su familia abandonen París para trasladarse a Lyon, donde pasaron dos años durante los cuales Libermann vivió una vida semi-clandestina. Después de la Liberación de París en 1944, regresan a Sévres, donde pudo completar sus estudios y obtener su agregaduría en el "École normale supérieure de jeunes filles".
Pasó un tiempo breve como docente en Douai y, después de dos años de estudio con J. H. C. Whitehead en la Universidad de Oxford, regresó como profesora a Estrasburgo. Pero, animada por Cartan, continúa su trabajo de investigación, publicando su primer artículo en 1949, dejando así su trabajo como profesora para aceptar un puesto de investigadora en el Centro Nacional para la Investigación Científica en 1951.
En 1953 defiende su tesis titulada "Sur le problème d’équivalence de certaines structures infinitésimales", bajo la dirección de Charles Ehresmann.  Después de esto, obtiene un puesto en la Universidad de Rennes, y en 1966 se traslada a la Universidad de París. Tras la ruptura de esta Universidad en 1968, se mueve a la Universidad Diderot de París, donde continua hasta su retiro en 1986.
Paulette Libermann fue nombrada catedrática en la Universidad de Rennes y en la de París.